# Haplophthalmus bituberculatus
Haplophthalmus bituberculatus är en kräftdjursart som beskrevs av Hans Strouhal1963. Haplophthalmus bituberculatus ingår i släktet Haplophthalmus och familjen Trichoniscidae. Inga underarter finns listade i Catalogue of Life.